# Ploceus heuglini
El tejedor de Heuglin (Ploceus heuglini) es una especie de ave paseriforme de la familia Ploceidae propia de África occidental y central.

## Distribución
Se encuentra en una amplia franja al sur del Sahel, además de Senegal y el norte de la región de los Grandes Lagos.